# Sébastien Calvet
Pour les articles homonymes, voir Sébastien Calvet (rugby à XV) et Calvet.
Sébastien Calvet est un photojournaliste français né en 1974. Il couvre régulièrement les événements et campagnes politiques françaises depuis 2002,.
Il est directeur photo du site d'information Mediapart depuis juillet 2021. Il a été directeur photo du site d'information Les Jours de 2015 à 2021.

## Biographie
Sébastien Calvet est né en 1974. En 1995, il étudie en licence de cinéma à l'université Paul-Valéry-Montpellier, et intègre les mois suivants l'École nationale supérieure de la photographie (ENSP) d'Arles, dans les Bouches-du-Rhône. Diplômé en 1998, il commence par travailler régulièrement pour le quotidien Libération en tant que photo-reporter,.
En 2006, il expose son travail « L'Agenda » aux Rencontres de la photographie d'Arles, sur la politique en région Provence-Alpes-Côte-d'Azur, dans le cadre d'une commande publique du Centre national des arts plastiques et du ministère de la Culture. Il est alors sélectionné par le photographe français Raymond Depardon, commissaire invité des Rencontres de la photographie d'Arles, pour la production de ce travail.
En 2012, il expose « La politique est un théâtre » aux Rencontres de la photographie d'Arles dans le cadre des 30 ans de l'ENSP. En 2014, il reçoit le prix du Livre numérique pour « Retour à Béziers » avec l'écrivain français Didier Daeninckx.
De 2015 à 2021, il est directeur de la photographie du site d'information Les Jours. En 2021, il est nommé directeur de la photographie du site d'information français Mediapart.
Parallèlement, il dispense des cours au Centre de formation des journalistes (CFJ) et à l'École W de l'université Paris-Panthéon-Assas.

## Publications
- Didier Daeninckx et Sébastien Calvet, Retour à Béziers, Paris, Éditions Verdier, 2014, 56 p. (ISBN 9782864327714, lire en ligne)
- Sébastien Calvet, Christian Delporte et Yves Jeuland, Élysée en scènes, Paris, La Générale de Production, 2015, 22 p. (lire en ligne)

## Expositions
- 2006 : L'Agenda, Rencontres de la photographie, Arles
- 2012 : La politique est un théâtre, Rencontres de la photographie, Arles

## Prix et distinctions
- 2014 : Prix du Livre numérique pour « Retour à Béziers »[10],[11]